# 高橋洋子の あ〜ねっ!
『高橋洋子の あ〜ねっ!』（たかはしようこの あ〜ねっ!）は、有限会社HKC製作のラジオ番組である。パーソナリティは歌手・高橋洋子。2018年10月1日より放送開始。2021年3月31日に放送終了。全130回。

## 概要
パーソナリティの高橋が選んだ楽曲を流し、楽曲に関するトークを行う。放送時間によって番組で流される曲の数が異なり、10分の放送局では1曲、15分の放送局では2曲、20分以上の放送局では3曲または4曲流される。
第1回から第27回までは高橋のマネージャーが登場しトークを行う「ジャーマネのコーナー」というコーナーが番組後半に行われていた。このコーナーは20分以上放送される秋田放送と山陽放送のみで聴くことができた。

## テーマソング
「Newbury Street」（オープニングテーマ、エンディングテーマ）
歌：Parekh & Singh
「Gold Rush」（ジングル）
歌：Ed Sheeran

## 放送局
| 放送地域       | 放送局      | 放送開始日    | 放送終了日    | 放送時間                  |
| -------------- | ----------- | ------------- | ------------- | ------------------------- |
| 北海道         | STVラジオ   | 2018年10月1日 | 2019年3月25日 | 月曜 5:20 - 5:30 (10分)   |
| 秋田県         | 秋田放送    | 2018年10月4日 | 2019年3月28日 | 木曜 18:20 - 18:45 (25分) |
| 秋田県         | 秋田放送    | 2020年7月4日  | 2021年3月26日 | 金曜 16:35 - 16:50 (15分) |
| 栃木県         | 栃木放送    | 2019年4月6日  | 2021年3月27日 | 土曜 15:30 - 15:45 (15分) |
| 茨城県         | 茨城放送    | 2018年10月7日 | 2020年3月29日 | 日曜 7:45 - 8:00 (15分)   |
| 富山県         | 北日本放送  | 2018年10月7日 | 2021年3月28日 | 日曜 6:00 - 6:10 (10分)   |
| 岐阜県         | 岐阜放送    | 2018年10月7日 | 2021年3月28日 | 日曜 7:35 - 7:50 (15分)   |
| 山梨県         | 山梨放送    | 2018年10月6日 | 2021年3月27日 | 土曜 9:40 - 9:50 (10分)   |
| 和歌山県       | 和歌山放送  |               | 2021年3月27日 | 土曜 5:30 - 5:45 (15分)   |
| 鳥取県・島根県 | 山陰放送    | 2018年10月6日 | 2021年3月27日 | 土曜 5:00 - 5:10 (10分)   |
| 岡山県         | 山陽放送    | 2018年10月7日 | 2021年3月28日 | 日曜 5:00 - 5:20 (20分)   |
| 山口県         | 山口放送    | 2018年10月7日 | 2021年3月28日 | 日曜 6:50 - 7:00 (10分)   |
| 高知県         | 高知放送    | 2018年10月7日 | 2021年3月28日 | 日曜 5:00 - 5:15 (15分)   |
| 愛媛県         | 南海放送    | 2018年10月7日 | 2021年3月27日 | 土曜 5:45 - 6:00 (15分)   |
| 香川県         | 西日本放送  | 2018年10月7日 | 2021年3月29日 | 月曜 6:45 - 7:00 (15分)   |
| 福岡県         | RKB毎日放送 | 2018年10月7日 | 2021年3月28日 | 日曜 18:45 - 18:55 (10分) |
| 長崎県・佐賀県 | 長崎放送    |               | 2021年3月31日 | 水曜 16:10 - 16:20 (10分) |
| 大分県         | 大分放送    | 2018年10月7日 |               | 日曜 16:45 - 17:00 (15分) |